# On tourne
On tourne (titre en néerlandais : De film-ambachtslui in België) est un film belge muet réalisé par Francis Martin, sorti en 1926.

## Fiche technique
- Titre original : On tourne
- Titre en néerlandais : De film-ambachtslui in België
- Réalisation : Francis Martin
- Scénario :  Francis Martin
- Pays d'origine :  Belgique
- Format : Muet - Noir et blanc
- Genre : Drame

## Distribution
- Edouard Bréville
- Zizi Festerat
- Francis Martin
- Max Petit
- Madame Syrianne
- René Vermandèle